# Kathedraal van Toledo
De Kathedraal van Toledo (Spaans: Catedral de Santa María de Toledo of Catedral Primada de Toledo) in Toledo is een van de belangrijkste gotische kathedralen van Spanje. Ze werd gebouwd tussen 1227 en 1493 op de plaats van een voormalige Moorse moskee en is gewijd aan Maria. Het grote retabel (Spaans: Retablo Mayor) is een van de bezienswaardigheden in deze kathedraal.

## Constructie

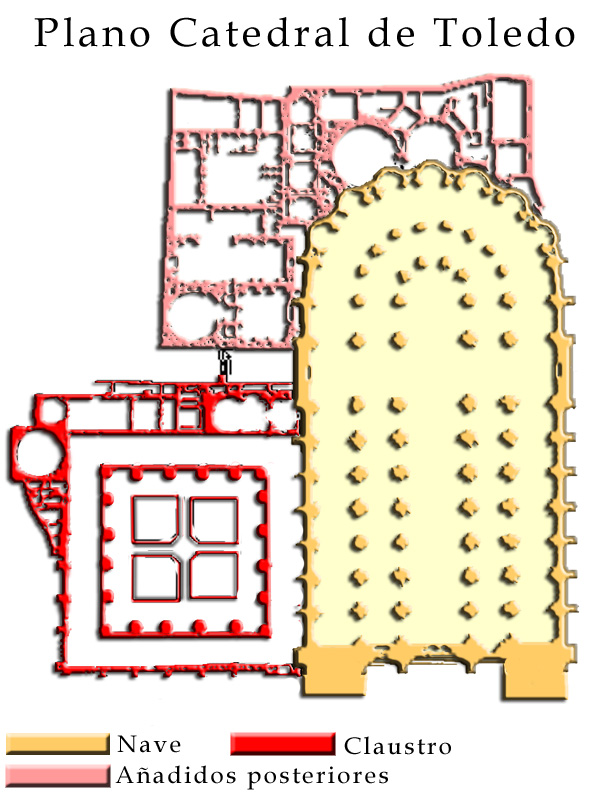
Plattegrond van de kathedraal van Toledo
Schip
Latere toevoegingen
Klooster

De 90 m hoge noordtoren bevat de beroemde Campana gorda, een klok van 17515 kg, die in 1753 werd gegoten. De zuidtoren met een barokke koepel is nooit voltooid. Bij de hoofdfaçade zijn drie gotische portalen (1418-50), rijk versierd met beelden en reliëfs. Het middenportaal, de Puerta del Perdon, is van Hans de Duitser (Juan Aleman). Van de zijportalen moet vooral de Puerta de los Leones genoemd worden, achter in de zuidelijke dwarsbeuk, die tussen 1458 en 1466 werd gebouwd in overdadige gotische stijl (binnenin houtreliëfs uit de 16e eeuw, onder andere het 'keizersorgel' uit 1594, met stenen klankbodem).
Het interieur van de kathedraal (110 m lang, de Capilla de San lldefonso niet meegerekend) biedt met zijn 88 sterk gelede zuilenbundels een unieke aanblik. De glasschilderingen zijn uit de 16e eeuw. De rijk vergulde Capilla Mayor heeft een versierde reja in platereske stijl uit 1548. Het grote retabel (1498-1504) van gepolychromeerd en verguld elzen-, dennen- en notenhout bevat scènes uit het Nieuwe Testament. Deze scènes zijn uitgevoerd in vier gedeelten boven elkaar met levensgrote figuren; in het midden is een Custodia (monstrans) geplaatst, die de vorm van een toren heeft. Aan weerskanten van het hoofdaltaar bevinden zich oude koningsgraven (sepulcros reales) uit 1289. De muren van de Capilla Mayor zijn gedecoreerd met heiligenbeelden en reliëfs; achter in de Capilla is het graf van kardinaal Diego de Astorga, met de Transparente, een indrukwekkend marmeren Maria-altaar, dat overgaat in een beschilderde, opengewerkte koepel (1722).
Bij het koor een reja uit 1543 en een Silleria (gestoelte) uit walnotenhout; in de Silleria baja (1495) 54 historische reliëfvoorstellingen van de strijd tegen Granada; rijk gebeeldhouwde Silleria alta uit 1543, epistelzijde van Berruguete, evangeliezijde van Felipe Vigarni. Op het vrijstaande altaar in het koor het zwart uitgeslagen stenen beeld van de Virgen Blanca (ca. 1300).
Meteen rechts van de hoofdingang bevindt zich in de zuidtoren de Capilla Mozarabe (1504), waar dagelijks rond 9.45 uur een Mis gevierd wordt volgens de West-gotische Mozarabische ritus. Vanaf de koorgang komt men in de Sala Capitular (kapittelzaal, 1512), met Artesonado-plafond, 13 muurschilderingen en beelden van de aartsbisschoppen van Toledo. In de Capilla de San lldefonso, de middelste koorkapel, talrijke grafmonumenten. Links daarvan de Capilla de San Vago in rijke gotische stijl, met gotische grafmonumenten van marmer uit 1488; onder andere het graf van de stichter Alvaro de Luna en zijn vrouw. Meteen naast deze kapel bevindt zich de ingang naar de Capilla de Reyes Nuevos, uitgevoerd in platereske stijl.
Links hiervan de ingang naar de Sacristía, gebouwd tussen 1592 en 1616, met portaal. Op het altaar de 'Ontkleding van Christus' (1579) van El Greco; rechts van het altaar de 'gevangenneming van Christus' (1788) van Francisco Goya. Verder aan de muren een cyclus van 16 schilderijen van apostelen die geschilderd zijn door El Greco. Aangrenzend aan de sacristie het Ochavo, een achthoekig vertrek met hoge koepel, die in 1670 door F. Ricci en Carreno is beschilderd; het vertrek wordt als relicario gebruikt (ca. 400 relikwieën). Daarnaast de Capilla de la Virgen del Sagrario met een kostbaar gedecoreerd beeld van de tronende Moeder Gods (ca. 1200).
In de Capella de San Juan onder de noordtoren bevindt zich de domschat (tesoro mayor). Belangrijkste stuk is de beroemde Custodia van Enrique de Ade (1524), bijna 3 m hoog met een gewicht van 172 kg en met 260 beeldjes van verguld zilver. Aan de noordkant van de kathedraal de krulsgang (1389 begonnen). In de claustro bajo fresco's van Francisco Bayeu en Maella (1776) aan de zuid- en oostzijde. In de noordoosthoek de Capilla de San Blas (gesloten voor publiek). In een zijvertrek van de claustro alto, te betreden via de Calle Hombre de Palo, de zogenaamde Gigantones, bijna 6 m hoge processiebeelden, bekleed met gewaden uit de 18e eeuw.

## Retablo Mayor
Het Retablo Mayor (grote retabel) is vijftien meter hoog en dertien meter breed en neemt de gehele achterwand van de Capilla Mayor in beslag. Uit de archieven blijkt dat het geheel uit elzen-, dennen- en notenhout is vervaardigd. Er werkten tussen de vijftien en dertig beeldsnijders aan het retabel. Dit alles onder leiding van de kunstenaars Petit Juan en Rodrigo Alemán (1470 (?) -1512). Ze vervaardigden ieder een helft van de predella en zij maakten eveneens samen de custodia. Bij de verdeling van de predella moest de architect en beeldhouwer Enrique Egas (1455-1534) optreden als bemiddelaar, mocht het fout gaan tussen de twee kunstenaars.

### Opbouw

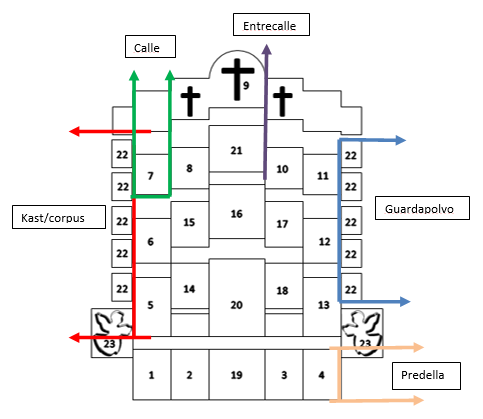
Schema verschillende onderdelen Retablo Mayor

Het retabel is opgebouwd uit verschillende onderdelen. Het hoofdgedeelte is de kast of corpus. Deze is onderverdeeld in vijftien compartimenten waarin gebeeldhouwde Bijbelse scènes zijn geplaatst. Deze compartimenten zijn trapsgewijs opgebouwd. Hierbij worden verticale banen aangehouden die calles worden genoemd. Tussen deze verticale banen lopen smallere banen, de entrecalles, die door pijlers worden gevormd. Hierop zijn tussen pinakels kleine figuren aangebracht, die waarschijnlijk heiligen en profeten voorstellen. De kast wordt omlijst door een frame, de guardapolvo. Dit frame is onderverdeeld in vijf compartimenten waarin vijf figuren, voorstellende de profeten, onder een baldakijn zijn geplaatst. Het geheel wordt bekroond door een kruisigingsgroep met in het midden Christus en aan zijn linker-en rechterzijde de twee misdadigers. Maria en Johannes staan aan de voet van Christus’ kruis. 
Onder de kast is een predella geplaatst van 204 cm hoog. De predella is verdeeld in vijf compartimenten waarbij de verdeling van het retabelcorpus wordt aangehouden. Deze verschillende delen worden door een beeldenniche van elkaar gescheiden en aan de buitenzijde wordt de predella door twee niches afgesloten. In deze niches zijn acht figuren geplaatst, waaronder de Heilige Katharina, Johannes de Evangelist, Mattheüs en de Heilige Hiëronymus. Op de schacht van de pijlers van deze niches zijn wapenschilden aangebracht die staan voor het domkapittel van Toledo.

### Voorstellingen

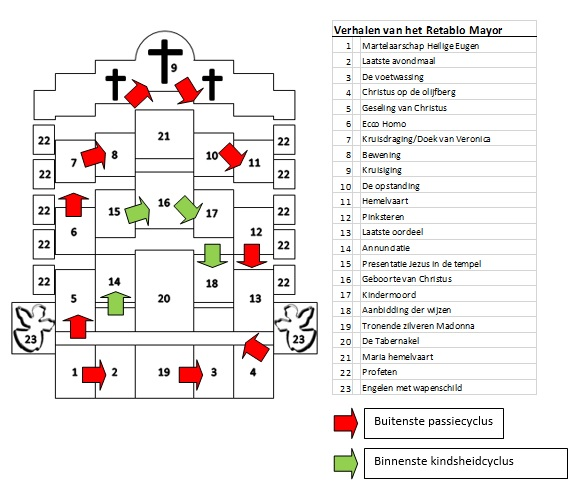
Schema verhalen en leesrichting Retablo Mayor

In het retabel zijn twee cycli opgenomen die in boogvorm moeten worden gelezen. De passiecyclus begint in de predella met de Voetwassing van Christus. Vervolgens gaat de cyclus als buitenste boog, linksonder verder met de Geseling van Christus en eindigt rechts onderin met het Laatste Oordeel. 
De binnenste boog stelt de kindsheidcyclus van Christus voor met de Geboorte in het midden. Een deel van deze twee cycli komt overeen met de apostolische geloofsbelijdenis en zal daar een verwijzing naar zijn. 
In het midden van het altaarstuk is de Hemelvaart van Maria weergegeven. Maria neemt deze prominente plaats in omdat zij de naamheilige van de kathedraal is.
De aandacht van de beschouwer wordt getrokken naar het grootste compartiment in het midden van het retabelcorpus. Daarin is het tabernakel geplaatst, ook wel aangeduid als custodia. In het tabernakel wordt de geconsacreerde hostie bewaard. De custodia heeft de vorm van een toren en is vervaardigd uit zeer fijn, verguld houtsnijwerk. Rondom het tabernakel zijn zes engelen aangebracht met de lijdenswerktuigen van Christus.

## Galerij

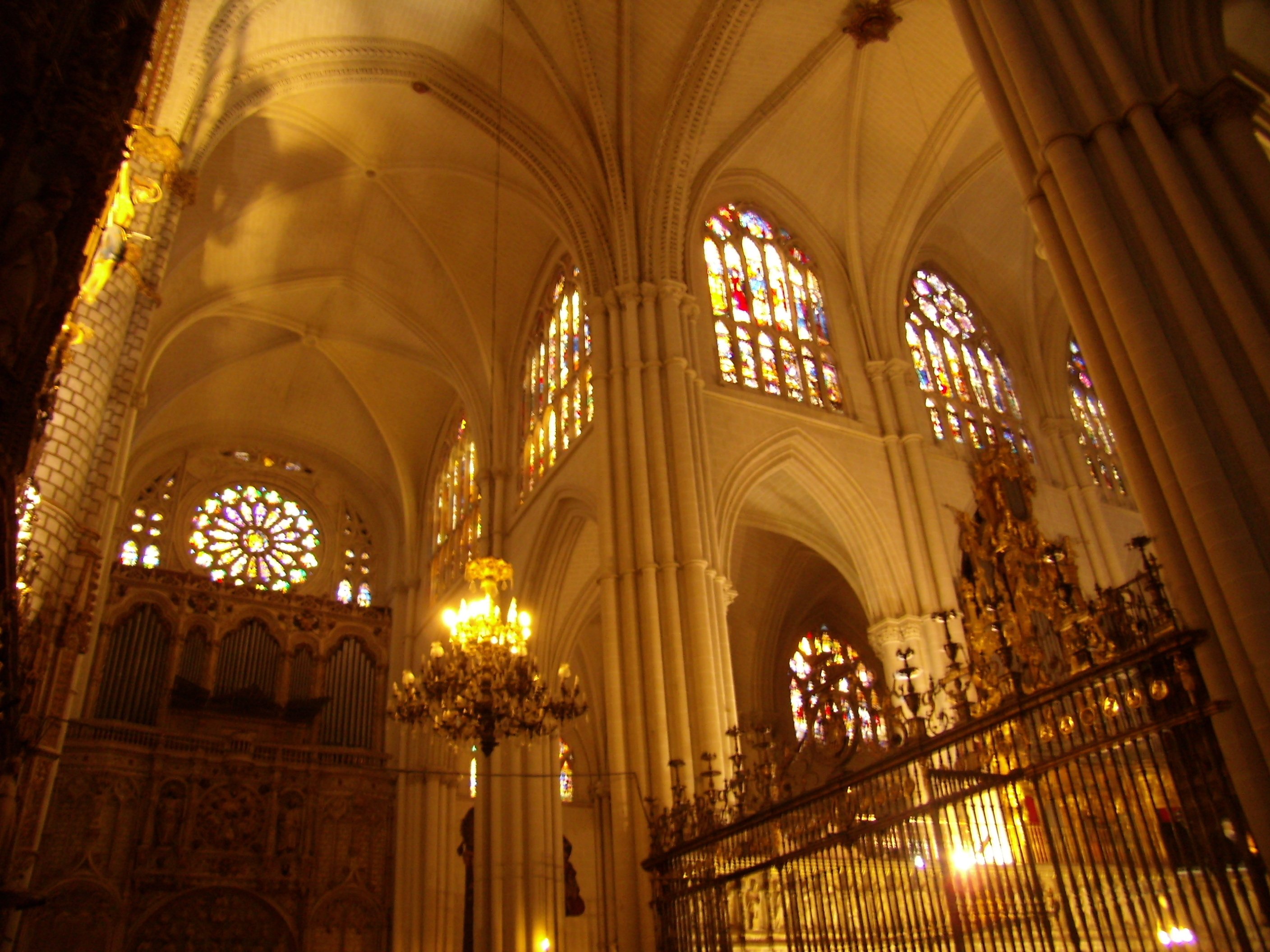
Interieur van de kathedraal
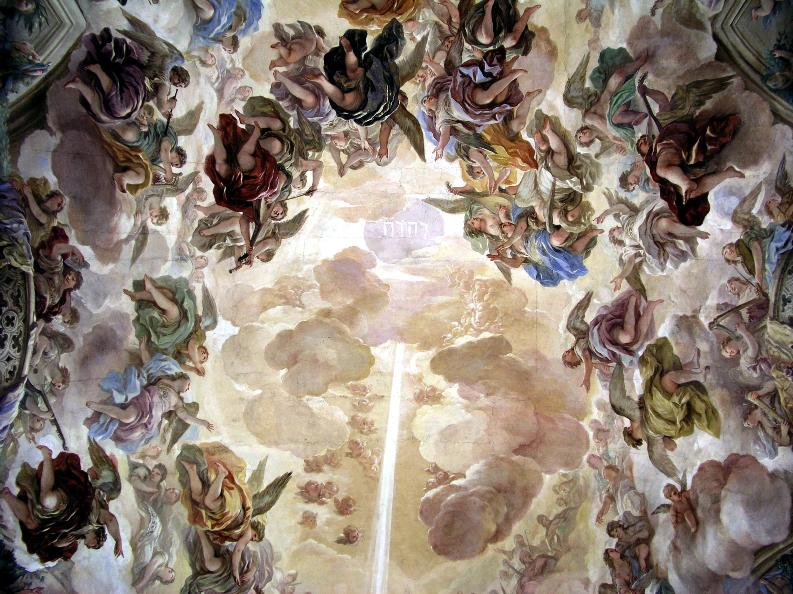
Plafond van de sacristie
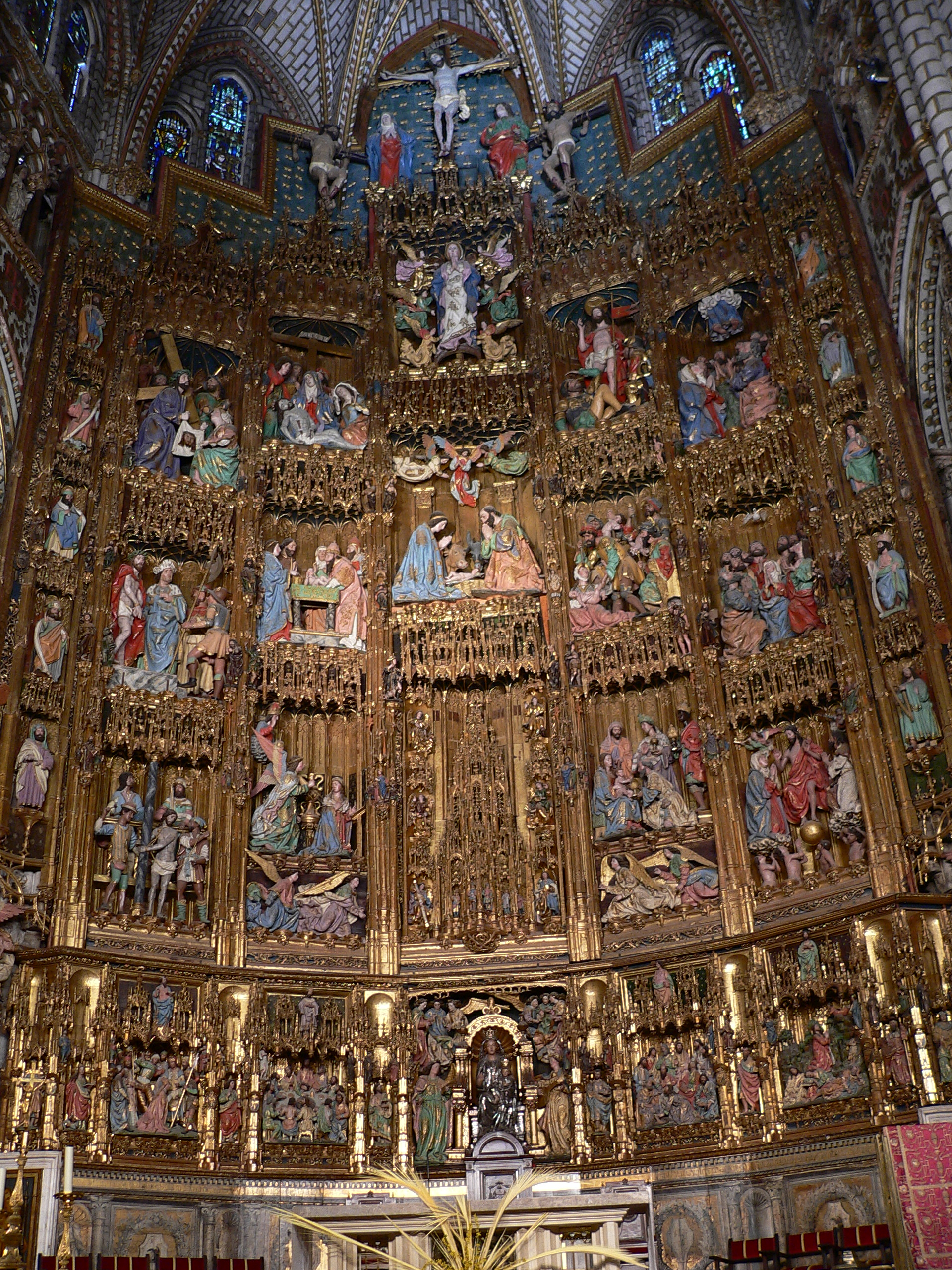
Hoofdaltaar (altar mayor)
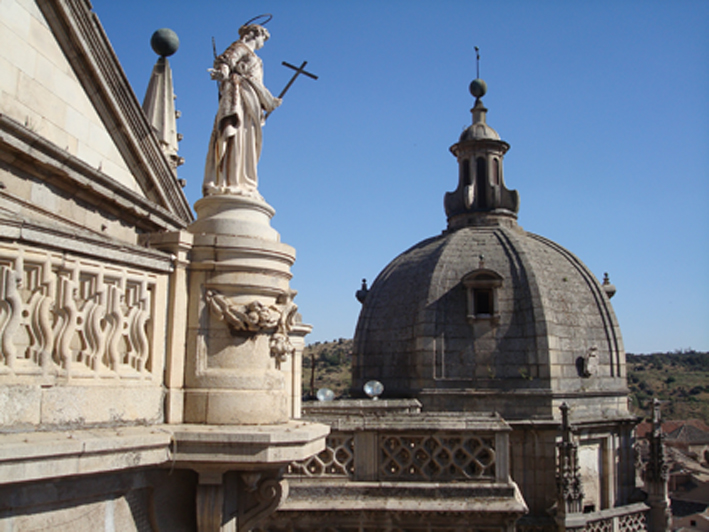
Koepel boven de Capilla mozarabe